# Delta Force

Förbandslogga.

1st Special Forces Operational Detachment-Delta, populärt kallat Delta Force, är en amerikansk insatsstyrka som ingår i den amerikanska arméns specialförband och är baserad vid Pope Field i North Carolina. 
1st Special Forces Operational Detachment-Delta är tillsammans med amerikanska flottans Naval Special Warfare Development Group USA:s främsta (Tier One) specialförband som ingår i Joint Special Operations Command (JSOC). Delta är fokuserat på kontraterrorism men behärskar även underrättelseinhämtning och strid inom ramen för lågintensiv krigföring samt Military Operations Other Than War (MOOTW), vilket inkluderar olika former av paramilitär och polisiär verksamhet.

## Bakgrund
Delta Force skapades av överste Charlie Beckwith. Beckwith, som tjänstgjort i Vietnam för Special Forces och inom det luftburna infanteriet samt växeltjänstgjort vid brittiska Special Air Service, delade mångas oro över att jägarförbanden lades ner i takt med avslutet på den öppna konflikten i Sydostasien. Dessutom fanns behovet av en specialtränad militär antiterroriststyrka, som likt tyska GSG 9 kunde möta det växande terroristhotet efter olympiska sommarspelen 1972 i München med diverse flygkapningar och gisslantagningar runt om i världen. Som chef över en jägarskola valde Beckwith att sätta upp ett nytt specialförband efter brittiska Special Air Service-mönster, och den 19 november 1977 var 1st Special Forces Operational Detachment – Delta aktivt på papperet. Det dröjde dock till hösten 1979 innan förbandet var operativt.

## Irreguljära uppdrag
Delta Force genomförde sitt första skarpa uppdrag tillsammans med andra militära enheter, som Rangers och helikopterenheter från U.S. Navy, i försöket att frita den amerikanska gisslan på den amerikanska ambassaden i Teheran, Iran 1980. Operationen som gick under namnet Eagle Claw avbröts innan själva fritagningen på grund av att sandstormar orsakat mekaniska fel på flera av de nödvändiga helikoptrarna. Under förberedelserna för återflygningen från uppsamlingsplatsen Desert One mitt i den iranska öknen kolliderade en av helikoptrarna med ett av de stillastående C-130 Hercules-planen och det hela slutade i katastrof med åtta döda. Därefter har Delta Force kallats in vid bland annat kapningen av en DC-9 från Venezuela 1984 och en Boeing 727 från TWA 1985, men bägge situationerna löstes utan väpnad insats. Med stor sannolikhet deltog Delta Force tillsammans med den colombianska specialpolisen Search Bloc i jakten på knarkkungen Pablo Escobar i Colombia i början av 1990-talet.

## Reguljära uppdrag
Delta Force har också opererat i mer traditionellt militära situationer som till exempelvis vid de senaste krigen i Irak (Irakkriget och Kuwaitkriget) och konflikten på Balkan (jugoslaviska krigen). Delta Force deltog även jämte bland andra Rangers i delar av det amerikanska engagemanget i Somalia 1992 till 1993 (Inbördeskriget i Somalia) samt i jakten på Usama bin Ladin.

## Mytbildning kring överste Beckwith
Överste Beckwith är en av många legender i sin egen tid i det militära kollektivet. Hans rykte är omskrivet i såväl facklitteratur som fiktiv litteratur. Det är inte utan intresse att han omnämns i Rick Atkins grundliga reportage om de nyutbildade amerikanska arméofficerarna som lämnade United States Military Academy i West Point 1962 i boken Drillade för krig från 1990 (engelsk originaltitel: The Long Gray Line, utkom 1989). Där är han en av få som de facto ger sken av att veta vad han gör när han leder kadetternas patrullkurs i jägartjänst. Han var grundaren av Delta och ledde den misslyckade Operation Eagle Claw – en operation där de skulle frita gisslan i Teheran efter det att shahen hade lämnat landet. Misslyckandet var dock inte Beckwiths fel utan konsekvensen av dåligt samarbete mellan de olika inblandade förbanden.